# 近江舞子站 (江若鐵道)
近江舞子站（日语：／ Ōmimaiko eki */?）是位於滋賀縣滋賀郡志賀町大字南小松（現時：大津市南小松），江若鐵道的鐵路車站（廢站）。
此站是最接近琵琶湖內著名的泳灘，近江舞子水泳場中濱（雄松崎），由於此站有較多泳客使用。

## 歷史
在1926年（大正15年），江若鐵道近江木戶站至此站之間開通，此站啟用。當時車站名為雄松站（日语：／），位於滋賀郡小松村。在翌年1927年，路線延伸至北小松站。江若鐵道當初計劃沿線車站時，原則上在各町村只設置一座車站。而這些車站是需要靠近各町村的町/村公所。但是跟隨這個原則，近江木戶站（木戶村）至北小松站（小松村）之間8公里路段中便不會設置車站。因此，木戶村、小松村和葛川村部分地區居民於1919年（大正8年）向江若鐵道提出設站的要求。此站就是在這個要求下開設。
雄松站這個名稱取自琵琶湖的景點「雄松崎」。雄松崎是在琵琶湖中的淺水地帶，適合游泳和觀光。踏入昭和時代，該處開始發展觀光景點，該處白色沙灘和風觀媲美兵庫縣的舞子之濱，因此被名為「近江舞子」。在昭和初期的1929年（昭和4年），此站改名為近江舞子站。該處除了設有江若鐵道外，還有太湖汽船的觀光船停泊於當地。後來隨著露營村和酒店等住宿設施相繼開業，於夏季吸引了許多泳客到訪。使近江舞子成為琵琶湖內比較知名的泳灘區域。
江若鐵道在1969年（昭和44年）10月31日結束營業，車站在翌日11月1日廢除。

### 年表
- 1926年（大正15年）8月11日：近江木戶站至此站之間開業，雄松站啟用，當時位於滋賀郡小松村[3][2]。
- 1927年（昭和2年）4月1日：此站至北小松站之間開通[11][12]。
- 1929年（昭和4年）8月10日：改名為近江舞子站[11]。
- 1969年（昭和44年）11月1日：車站被廢除[11]。

## 車站構造
近江舞子站內設有客運和貨運業務（一般車站）。此站設有列車交會設備。站內設有1面2線的島式月台、貨物線和1條側線。
站舍的特徵是紅瓦三角形屋頂，營造一個觀光地的氣氛。

## 使用狀況
以下為開業起數年之間的一年上下車人次和貨物起卸量：
| 一年客量和貨物起卸量： | 一年客量和貨物起卸量： | 一年客量和貨物起卸量： | 一年客量和貨物起卸量： | 一年客量和貨物起卸量： | 一年客量和貨物起卸量： |
| 年                     | 旅客                   | 旅客                   | 貨物                   | 貨物                   | 參考資料               |
| 年                     | 乘車                   | 下車                   | 發送                   | 到達                   | 參考資料               |
| ---------------------- | ---------------------- | ---------------------- | ---------------------- | ---------------------- | ---------------------- |
| 1931年                 | 21,827人               | 20,465人               | 286公噸                | 221公噸                | [ 17 ]                 |
| 1934年                 | 26,330人               | 24,798人               | 185公噸                | 324公噸                | [ 18 ]                 |
| 1935年                 | 25,349人               | 24,059人               | 207公噸                | 174公噸                | [ 19 ]                 |
| 1936年                 | 33,830人               | 31,721人               | 125公噸                | 451公噸                | [ 20 ]                 |

## 車站周邊
車站鄰近琵琶湖和近江舞子泳灘，在夏季吸引許多泳客到訪。此站至北小松站之間，江若鐵道都是從湖邊附近行走，沿途可見到一些別墅和保養所。
在戰前，車站周邊種植了許多櫻花樹，因而被稱為「千本櫻」。在1936年（昭和11年），當時植物學家笹部新太郎應江若鉄道社長的請求，於當地種植了500棵櫻花樹。在戰時由於工場需要進行疏開行動，部分的櫻花樹被砍伐，其餘櫻花樹因缺乏維護而枯毀了。
在車站廢除後，湖西線在此站遺址的北邊設置了近江舞子站。此站至北小松站之間的路軌遺址建設了縣道307號。該區間早已重建為生活道路。

## 相鄰車站
江若鐵道
江若鐵道線
近江舞子南口－近江舞子－北小松

## 注腳

## 相關項目
- 日本鐵路車站列表 O

## 外部連結
- 大津的舊照片 （页面存档备份，存于）（日語） - 大津市歷史博物館（日语：大津市歴史博物館）內的影像資料庫。當中上載了志賀町公所所拍攝此站的照片。
- 江若鐵道近江舞子站收費表｜大津歴博收藏品 （页面存档备份，存于）（日語）